# 留園
留園（りゅうえん、簡体字中国語: 留园、拼音: Liú Yuán）は、中国にある有名な古典園林であり、江南の歴史ある街蘇州市姑蘇区に位置し、園内の建築は精巧を極め、奇石（太湖石）が多く名高い。1961年、留園は中華人民共和国国務院により最初の中華人民共和国全国重点文物保護単位の一つとして公表された。1997年、留園を含めた蘇州古典園林は世界文化遺産として登録された。中国の5A級観光地（2007年認定）。

## 歴史
留園は蘇州古城の西北にある閶門（）の外側に位置し、明代の万暦二十一年（1593年）に創建され、当時すでに太僕寺（zh）小卿を免官された徐泰時が石畳名工の周時臣を招いて設計建築させた個人庭園として、東園と名付けられた。清代の嘉慶三年（1798年）、劉恕が荒れ果ててしまった東園旧址の基礎上に改築し、「竹色清寒、波光澄碧」を以って寒碧荘と命名し、同時に園主の姓となる劉に因って、劉園とも呼ばれた。道光三年（1823年）より、園林は民衆に対し開放され、有名な観光名所のひとつとなった。
しかし、太平天国の乱の際に、戦禍や管理不足によって、留園は次第に荒れ果てていった。同治十二年（1873年）、湖北按察使である盛康（盛宣懐の父）がこの園林を購入し、三年を費やして大規模な増築改修を行い、光緒二年（1876年）についに落成し、しかも「劉園」と同音の「留園」と名を改めた。しかし、この後の日中戦争の期間、留園はまた捨て置かれ、甚だしきに至っては軍隊が馬を養う場所にまで成り果てた。中華人民共和国成立後にようやく、蘇州市政府がこの庭園を引き継いで修繕を行い、1954年に再度一般に開放された。現在、北京の頤和園・承徳の避暑山荘・蘇州の拙政園と並んで中国四大古典園林とされている。

## 特徴

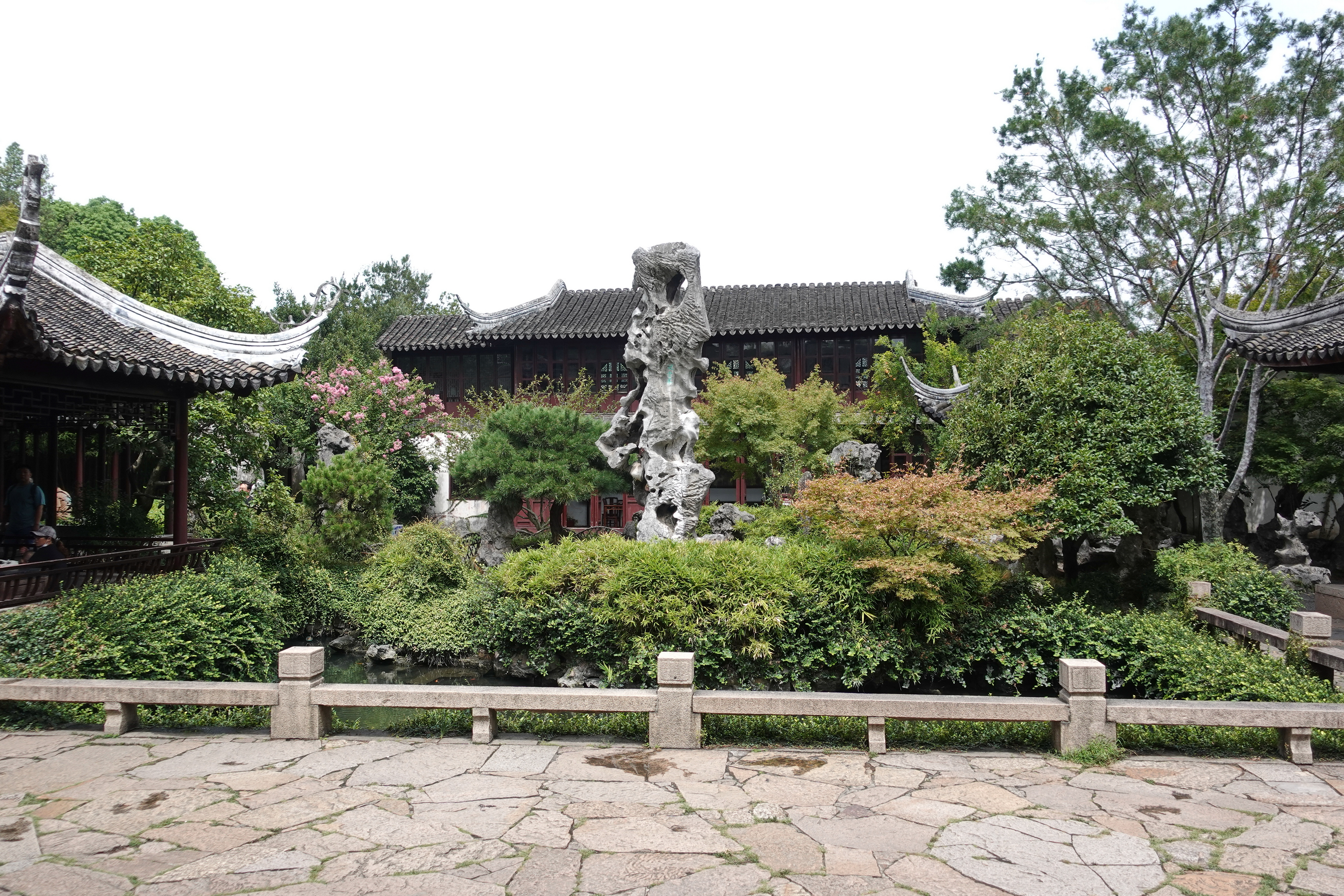
留園

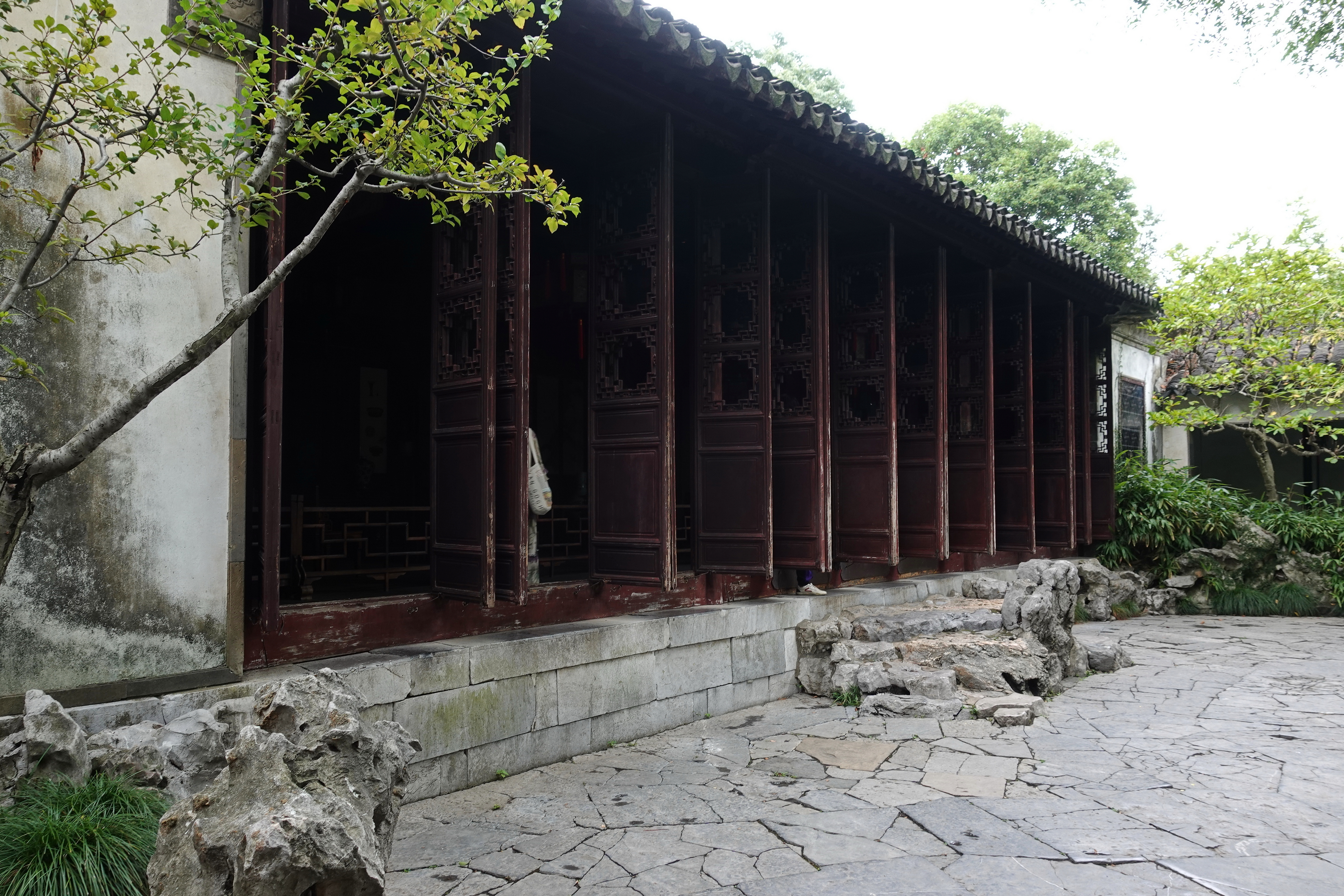
五峰仙館

留園は建築物が多種多様で、奇石が多く、亭台や古木などの配置などを以ってして当を得て名高い。園林の規模は比較的大きく、総面積は約3万平方メートル以上で、中・東・西・北の四つに分かれ、中の部分がもともとの寒碧山荘にあたり、そのほかの三つの部分は盛康によって拡張されたところにあたる。四つの区割りのそれぞれが違った特色を呈しており、建築物群を利用して各景観を隔て、同時にまた格子窓を通して景観を相互に結び付けており、曲廊を設けて全園林の各部分をつなぎ合わせている。曲廊は勢いに随って変わり、時に山腰を攀（）じり、時に水際を畔（）き、逶迤（）曲折して、全長が700余メートルである。廊壁は劉恕が収集した300余りの歴代碑刻（zh）を更に象眼し、「留園法帖（）」と称され、その中で明代の董漢策が刻んだ王羲之・王献之父子の「二王法帖」が最も有名である。
留園の最も有名なものは多彩な仮山奇石（築山）で、徐泰時・劉恕・盛康ら三人の主な園主がともに石を好む役人であった。留園で歴史上有名な奇石である「瑞雲峰」は「妍巧甲於江南（江南に於ける妍（）しく巧みな甲（））」と褒め讃えられ、江南三大名石の一つを為し、北宋の徽宗時代の花石綱の遺物であり、湖州の董氏所有に属し、後に董氏が徐泰時との婚姻によって親戚となり、徐泰時が石を好むことを知って、ついでにこの石を嫁入り道具として贈り、東園に置いたことが一時の佳話として伝えられている。清の乾隆四十四年（1779年）に、瑞雲峰は蘇州内の織造署西行宮内に移され（石は今なお存在している）、もとの場所には補うように一つの石を立て、やはり瑞雲と名付けられたが、姿態の違いは甚だしい。清末に盛康がこの園林を手に入れ、自身の三人の孫娘らに「留園三峰」の名前を与えたが、その中の瑞雲は早くして逝き、盛康は「乃（）ち瑞雲峰原物に非ずの致す所」と思い、怒りの余り、此の峰を敲（）き砕いて、故に今僅かに断石を余している。そして寒碧山荘の修復後、劉恕は造型優美な十二の太湖石をしつらえ、奎宿・玉女・箬帽・青芝・絫黍・一雲・印月・獼猴・鶏冠・払袖・仙掌・干霄など（大部分が現存している）と名付けられ、しかも嘉慶七年（1802年）に、画家の王学浩を招いて寒碧荘十二峰図を制作させ、現在上海博物館に収蔵されている。

## 園林の配置

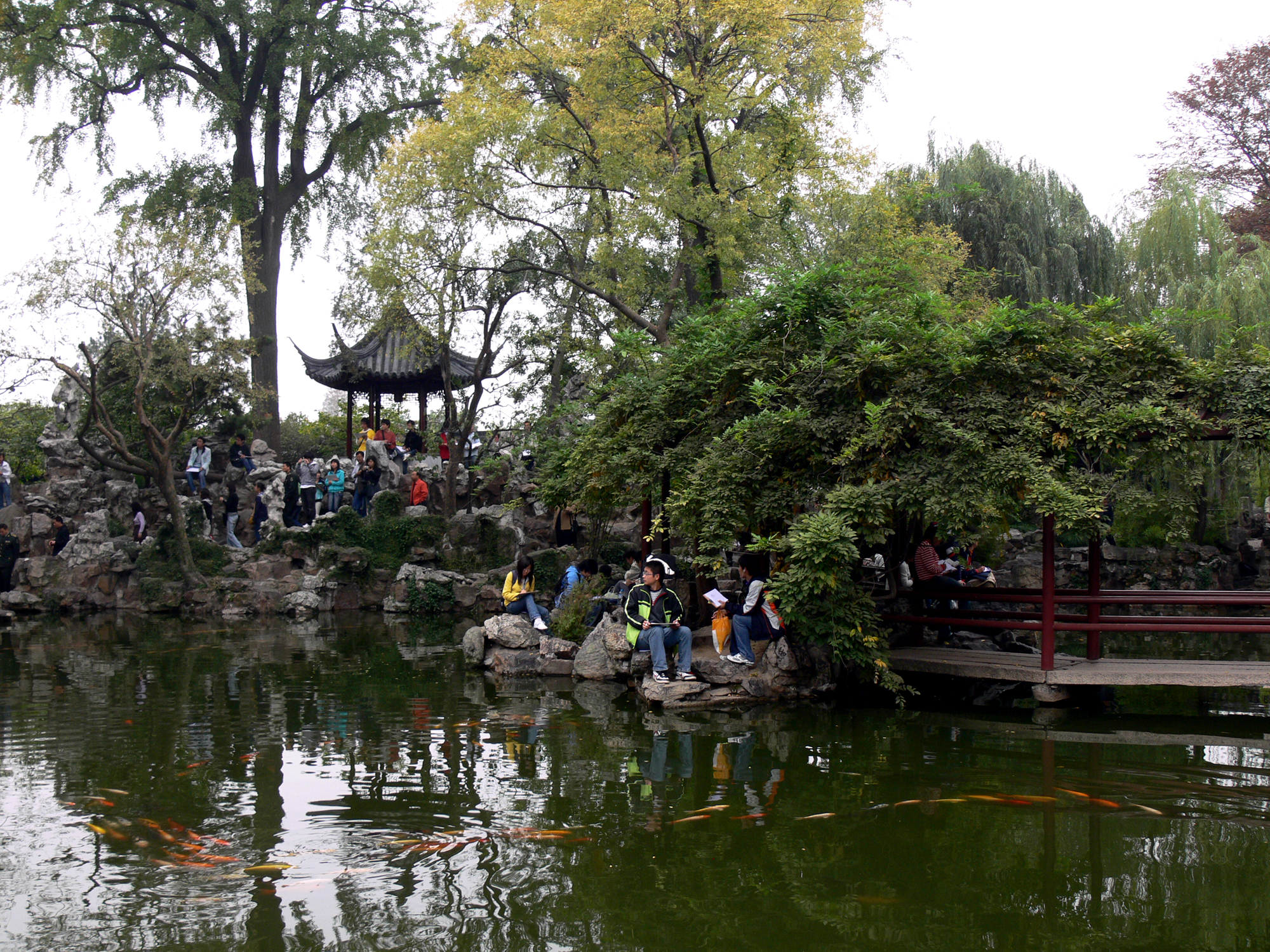
可亭

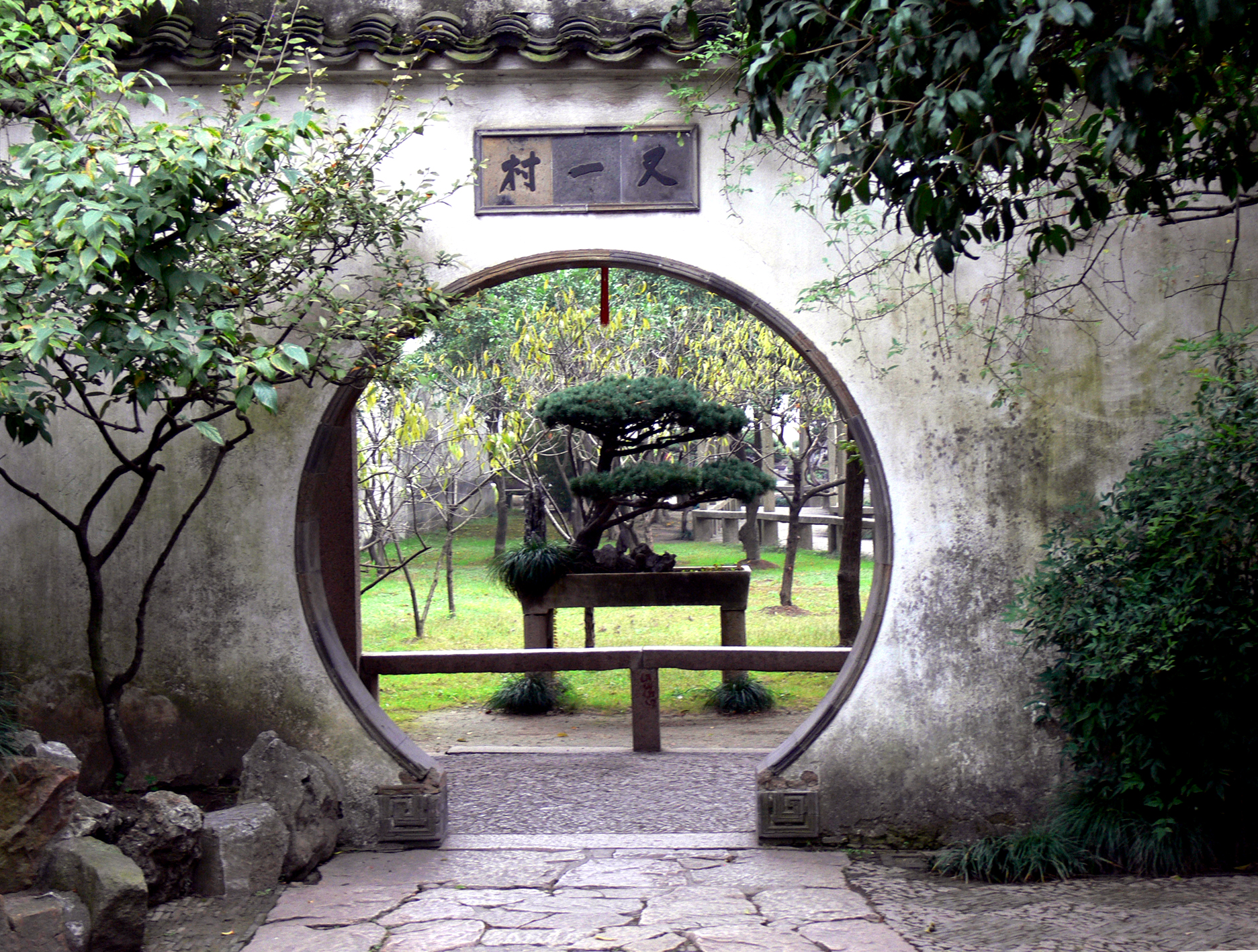
又一村

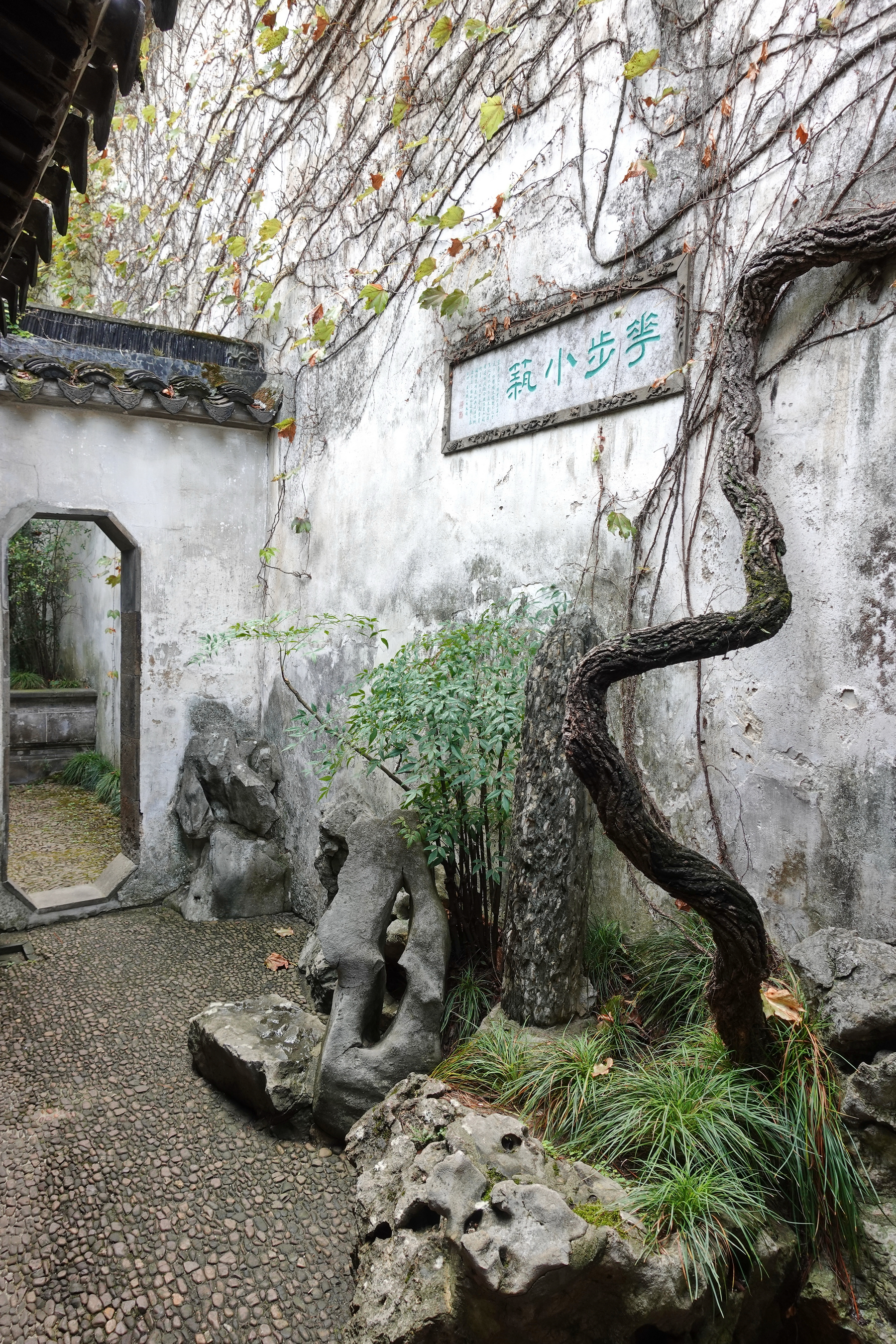
留園“華歩小築”

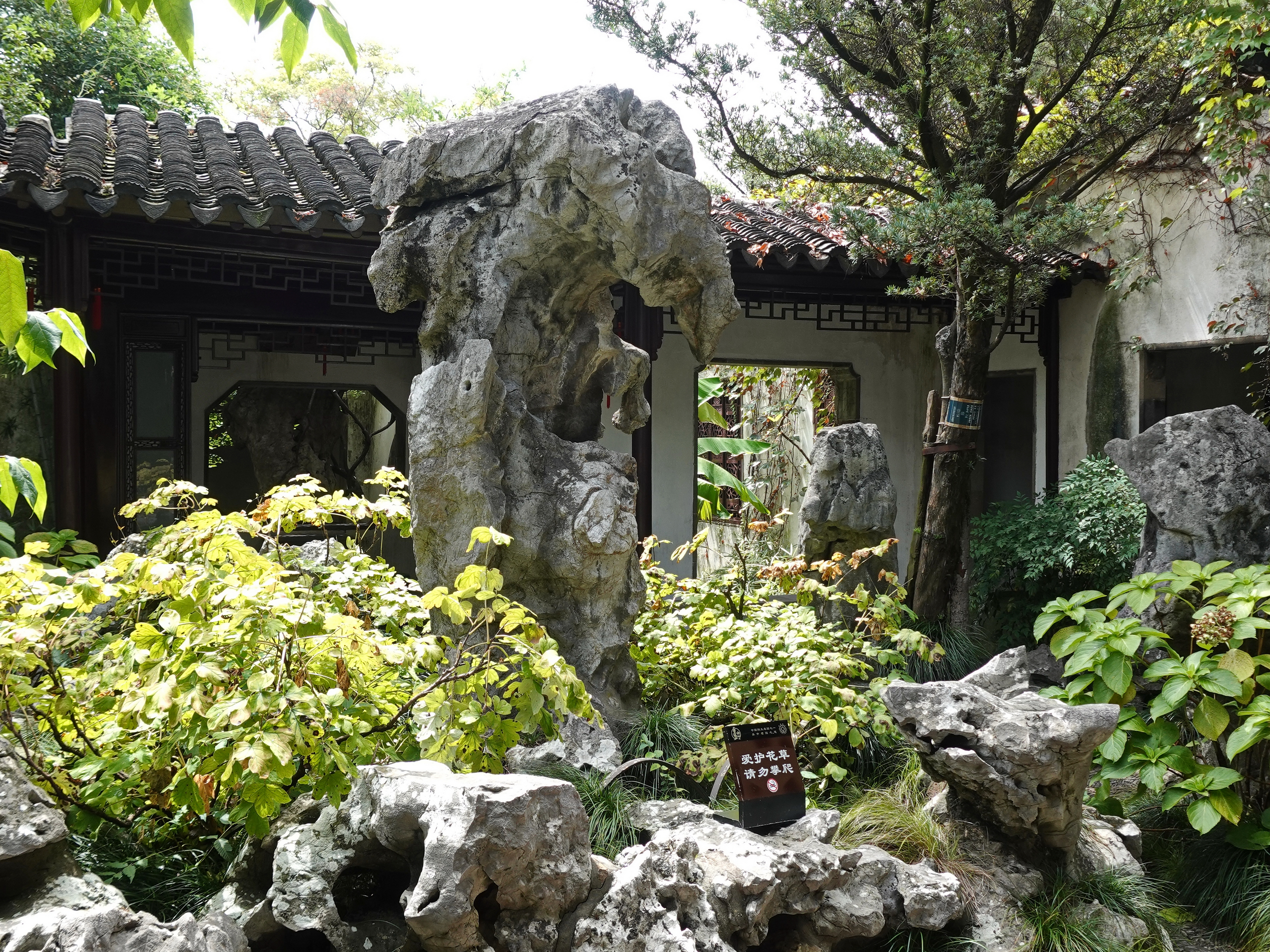
留園“石林小院”

留園の中部がもともとの寒碧山荘にあたり、全園の精華であり、山水を以て勝と為す。水池が中央に居り、小さな蓬萊島があり、曲橋を架け両岸と連接す。周囲は土質仮山・明瑟（）楼・涵碧山房（）・聞木樨香軒・可亭・運翠閣・清風池館等を環（）らし、水に臨んで築き、錯落（入り乱れている様）として致（）有り。涵碧山房（朱熹の「一水方涵碧、千林已変紅（水面が青々としていて、林はすでに紅葉している）」という句から）は主庁（主となる広間）で、広々した三つの間であり、坐南朝北（南方に背を向け、北方に向かっているの意。風水の用語）をなしている。広間の前には広くゆったりとした月見台があり、荷（）の花の池にちなんで「荷花庁（）」と呼ばれる。明瑟楼（酈道元の『水経注』にある「目対魚鳥、水木明瑟（魚や鳥に目を向けると、池の水や木々が精彩で美しい）」という句から）の西が主庁と接し、遠くからながめると両者の形が一艘の画舫（美しく彩色した遊覧船）のようである。清風池館（蘇軾の『赤壁賦』にある「清風徐来、水波不興（清風徐（）に来て、水波興らず）」という句より）は池の東北の角にあり、西を向いて開け放たれており、魚の観賞に最適である。
池の東岸は留園の東部となっており、多く庭院が建てられ、それぞれ五峰仙館と林泉耆碩（）之館を核としており、東西に並列され、配置が緊密に結び付いている。この建築物の外観は華麗で堂々とした作りとなっており、内部は広々として明るく、装飾と陳列した品物もまた相当に精巧で美しい。主庁の五峰仙館（李白の『観廬山五老峰』にある「廬山東南五老峰、青天削出金芙蓉（廬山の東南の五老峰、青天削り出だす金芙蓉）」という句から）は江南の園林の中で最大の庁堂（広間）であり、面積の広い五つの間からなり、楠（）を柱にし、俗に「楠木庁（）」と称する。広間の中は隔扇によって幾重にも空間が仕切られており、周囲はいくつかの広間敷地に囲まれている。林泉耆碩之館はまたの名を「鴛鴦（）庁」と呼び、室内は屏風によって南北二室に分け隔てられ、南室は素浄淡雅（質素で上品な趣があるの意）、北室は彫梁画棟（装飾の美を極めた建物の意）、風格は大相径庭（大きな隔たりがある）、従ってこの名を得ている。その北の庭は有名な冠雲峰・瑞雲峰・岫雲峰からなる「留園三峰」であり、その中の冠雲峰もまた北宋時代の花石綱の遺物であり、高さは約6.5メートル、亭亭玉立（すっきりと整った形をしているさま）で、江南最大の湖石となり、具体的には「痩（痩せ細る）・皺（繊細に窪んだ線で出来た溝）・漏（光が漏れる）・透（透き通る）」などの特徴を持つ。三峰の周辺には浣雲沼や亭台楼閣などもまた建造され、すべてが石を賞するところとして、自ずと一組の院落を成している。その中の冠雲楼は地勢が比較的高く、その上に登れば全園の風景を一望することができ、また虎丘をはるかに見渡すことができる。楼下には上古の魚化石がある。
留園の北の部分は広い桃・李・竹・杏等の樹木で、又一村（陸游の『遊山西村』の「山重水複疑無路、柳暗花明又一村（山重水複路無きを疑い、柳暗花明又た一村）」という句から）には葡萄や藤の棚があり、残りの部分は盆栽園となっており、田園の意味を頗る具する。又一村の西は園林の西の部分となっており、南北に狭く長く、土山をもって主となしており、自然の風光を体現している。山上に楓の木が林を成しており、その北には小川の流れが曲がりくねり、小川に臨んだあずまやは「活潑潑地」と名づけられ、いたるところに植えられた柳の木と隔て出でるひとつの桃園を「小桃塢（）」と呼ぶ。